# Földvári-Oláh Csaba
Földvári-Oláh Csaba (Tiszaföldvár, 1973 –) magyar író.

## Életpályája
1998-ban a Pázmány Péter Katolikus Egyetem Bölcsészettudományi Karán fejezte be tanulmányait, 2000-ben pedig az ELTE Állam és Jogtudományi Karán szerzett diplomát. 2006 óta négy regénye jelent meg, illetve novellákat publikált szépirodalmi folyóiratokban. A Magyar Írók Egyesületének tagja. A PPKE BTK öregdiák csoportjának vezetője.

## Kötetei
- Rúzsa (Révai Kiadó, 2006)
- Magyar Mágus (Dekameron Kiadó, 2012)
- Centrál (Scolar kiadó, 2018)
- Apály (Scolar Kiadó, 2022)